# Islas Aru
Las islas Aru (en indonesio: Kepulauan Aru), antes conocidas como islas Aroe, son un grupo de unas 95 islas de Indonesia situadas al suroeste de la isla de Nueva Guinea y al norte de Australia. Situadas en el extremo sureste de la provincia indonesia de las Molucas (en indonesio Maluku), a la que pertenecen, sus características geográficas, biológicas y demográficas las relacionan con Nueva Guinea y Australia.

## Geografía
A diferencia del resto de las islas pertenecientes a las Molucas que se encuentran en el área de la Wallacea, las islas Aru emergen del mar de Arafura que cubre la plataforma del continente llamado Sahul.
Las 5 islas principales (Warilau, Kola, Wokam, Kobroor, Maikoor y Trangan) forman un conjunto compacto y están separadas por estrechos y sinuosos brazos de mar que se asemejan a ríos. Junto con otras 85 pequeñas islas cercanas, se extienden de norte a sur sobre 180 km de largo por 80 km de ancho, cubriendo un área de unos 8.563 km².
Las principales del grupo de las islas Aru, en dirección norte-sur, son las siguientes:
- Warilau;
- Isla de Kola, con 270 km²;
- Wasir;
- Ujir Maluku;
- Tanahbesar (Wokam), con 1.604 km²;
- Kobroor, con 1 723 km²;
- Maikoor, con 398 km²;
- Koba, con 386 km²;
- Penambulai, con 125 km²;
- Baun;
- Barakan;
- Workai, con 152 km²;
- Trangan, con 2 149 km²;

La isla más grande es Tanahbesar y la capital, y principal puerto, es Dobo, en la isla de Wamar. Las islas Aru están cubiertas de bosques tropicales, sabanas y manglares. Son de alto interés científico por su rica biodiversidad y por estar en Oceanía pero cerca del Sureste asiático.
La principal fuente de ingresos proviene de la recogida y del comercio de perlas, así como de la exportación del sagú (Metroxylon sagu), cocó, nácar, tabaco, pepinos de mar (holothuroidea), conchas de tortuga y plumas de aves del paraíso.
La población procede del mestizaje entre elementos malayos y papúes. En las islas Aru se hablan 14 lenguas indígenas que pertenecen a la rama centro-oriental de la familia de las lenguas austronesias.

## Historia
Antes de la época colonial, las islas Aru formaban parte de la densa red comercial que cubría todo el actual sureste indonesio y en la que operaban mercaderes de las islas de Banda, bugis y macasareses del sur de la isla de Sulawesi, así como chinos y árabes. Estas islas fueron descubiertas para los occidentales por el español Álvaro de Saavedra en 1527-1529. Más tarde los holandeses las colonizarían  en 1623, como parte de las Indias Orientales Neerlandesas, atribuyéndose los territorios dominados por la Compañía Neerlandesa de las Indias Orientales. Esos intercambios, tanto precoloniales como coloniales, nunca influyeron de manera marcada en los asuntos internos de las islas.
Obtuvieron la independencia de los Países Bajos como provincia de Indonesia en 1949. Después de la caída en 1998 del presidente indonesio Suharto, el proceso de descentralización política y administrativa del estado indonesio les atribuyó el estatuto de kabupaten, una subdivisión provincial.